# Une langouste au petit-déjeuner
Pour plus de détails, voir Fiche technique et Distribution.
Une langouste au petit-déjeuner (titre italien : Aragosta a colazione) est un film franco-italien réalisé par Giorgio Capitani, sorti en 1979.

## Synopsis
Enrico est un représentant de commerce qui ne réussit pas dans son métier, ce que lui reprochent sa femme et sa fille. Il rate son suicide, et cherche du réconfort auprès d'un de ses amis, qui lui demande un service en échange. 

## Fiche technique
- titre italien : Aragosta a colazione
- Réalisation : Giorgio Capitani
- Scénario : Laura Toscano, Franco Marotta, Jacques Dorfmann, Guy Lionel
- Production : Italian International Film, L.C.J. Editions & Productions
- Musique : Piero Umiliani
- Image : Carlo Carlini
- Montage : Antonio Siciliano
- Genre : Comédie
- Durée : 90 minutes
- Dates de sortie : 
  - Italie : mars 1979
  - France : 15 juillet 1981

## Distribution
- Enrico Montesano (VF : Pierre Arditi) : Enrico Tucci
- Claude Brasseur (VF : lui-même) : Mario Spinosi
- Janet Agren (VF : Anne Kerylen) : Monique Dubois
- Claudine Auger (VF : elle-même) : Carla Rebaudengo Spinosi
- Silvia Dionisio (VF : Béatrice Delfe) : Matilde Tucci
- Robert Bonacini (en) (VF : Claude Joseph) : Trocchia
- Geoffrey Copleston (en) (VF : Roger Carel) : Duchamp
- Letizia D'Adderio : Domitilla Tucci
- Cesare Gelli (VF : Jean-Louis Maury) : Invitato Franzi
- Adriana Innocenti (it) : la cantante
- Renzo Ozzano (VF : Jean Berger) : le maître d'hôtel
- Franca Scagnetti (VF : Lita Recio) : la voisine de Trocchia
- Francesco Parisi (VF : Yves Barsacq) : le domestique de Carla
- Luciano Bonanni (VF : Georges Aubert) : l'homme à l'arrêt d'autobus (non crédité)

## Diffusion
Le film est édité en VHS en France par Fil à Film et Sherzo vidéo production en 1982. Il est diffusé ultérieurement en DVD seulement en Italie (sans piste française) par Lif Home Video.
En 2021 sort une édition française en DVD.